# Conti palatini di Lomello
I conti palatini di Lomello sono una famiglia nobiliare comitale, possessori del feudo di Lomello, che dall'XI secolo ebbe la carica ereditaria di "conte palatino di Pavia".

Precedente stemma, in forma aulica, di Langosco, con lo scudo dei conti palatini di Lomello

## Storia
La carica di comes Sacri Palatii di Pavia, capitale del regno d'Italia sin dall'età longobarda, fu inizialmente tenuta da diversi importanti dignitari, tra cui Manfredo, che fu anche conte di Lomello come il figlio Egelrico, deposto nel 962. 
Diversa ascendenza ebbero i conti di Lomello che tennero ereditariamente la carica di conti palatini. Discendevano infatti da un Pietro, amministratore delle terre dell'abbazia di Nonantola, il cui figlio Gaidulfo fu giudice del Sacro Palazzo a Pavia. Dei suoi figli, Pietro fu nominato da Ottone II vescovo di Como, mentre Cuniberto nel 996 fu investito della contea di Lomello.
Nel 999 Ottone III rimosse dalla carica Bernardo conte di Pavia (dal 985) e Arduino conte del Sacro Palazzo, accusati di complicità con il ribelle re Arduino, e chiamò a coprire contemporaneamente i due uffici Ottone figlio di Cuniberto. Nell'anno 1000, Ottone, in veste di protospatario, accompagnò Ottone III ad Aquisgrana alla tomba di Carlo Magno.. Alla morte del padre Cuniberto, alcuni anni più tardi, Ottone divenne anche conte di Lomello. 
Nei fatti si trattava di una potente famiglia feudale, e al posto del corretto nome di "conti palatini e di Lomello", si prese l'abitudine di chiamarli "conti palatini di Lomello", anche se di principio la carica di conte palatino era legata a Pavia e non a Lomello.
Nel 1024 i Pavesi distrussero il Sacro Palazzo, inducendo Ottone a fortificarsi nella originaria contea di Lomello, o Lomellina, dove i suoi discendenti risiedettero successivamente per oltre un secolo, mantenendo ereditariamente le cariche di conti palatini, di Lomello e di Pavia. Costituito il Comune di Pavia, esso si volse contro i conti, assoggettandoli tra io 1140 e il 1145, e costringendo il conte palatino Guido a ritornare in città per tenerlo sotto controllo. La carica di conte palatino divenne quindi quasi solo onorifica, sebbene ad essa fossero associati, fino al XVIII secolo, alcuni particolari diritti, quali quello di creare i notai e legittimare i figli naturali, nonché la precedenza rispetto a tutti gli altri potentati, feudatari o comuni, e "portar la spada dell'Imperatore in Lombardia".

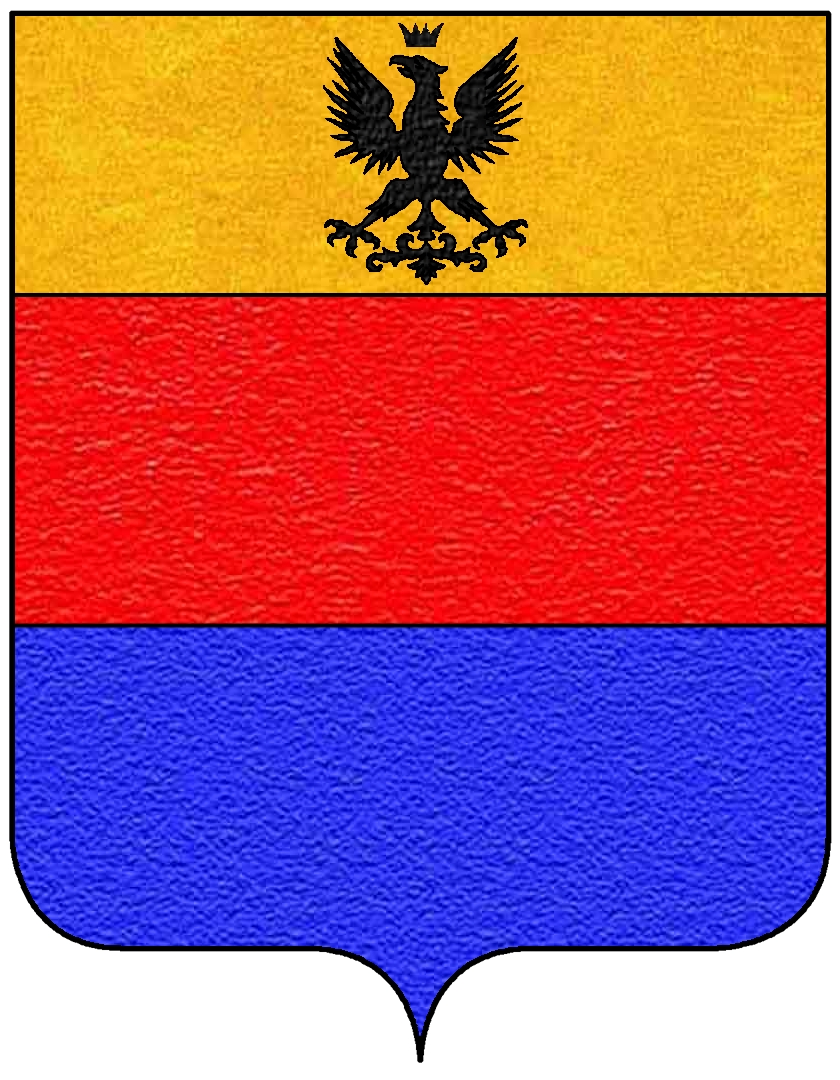
Stemma della famiglia Langosco

Nel corso del XIII secolo la famiglia cominciò a suddividersi in molti rami che si denominarono dai castelli della Lomellina in cui avevano i loro principali domini. Nel 1311 questi rami erano rappresentati da:
- Filippone, Tommaso ed Ettore di Langosco;
- Federico, Giuliano e Riccardo di Sparvara;
- Bonifacio e Uberto di Ceretto;
- Uberto di Santa Maria;
- Alberto, Ruffino, Gianone e Opicino di Gambarana;
- Ruffino, Bonifacio, Galvagno Galesio, Folco, e Riccardo di Mede;
- Tommaso di Breme;
- Filippo di Rosasco;
- Enrico di Sant'Angelo;
- Giacomo, Tommaso e Manfredo di Nicorvo.

Molti di questi rami si estinsero o decaddero rapidamente, mentre altri si conservarono più a lungo: particolare importanza ebbe quello di Langosco: il citato Filippone fu capo della parte guelfa in Pavia e a lungo signore della città. Questo ramo conservò sempre il feudo di Langosco ed esiste tuttora. Anche il ramo di Gambarana esiste ancora: ebbe anche importanti feudi nell'Oltrepò Pavese. Il titolo di Conti di Mede passò a un'ampia consorteria di famiglie eredi del ramo di Mede dei conti palatini. Il ramo dei conti di Sparvara e Cambiò (località distrutte dal Po; l'attuale Cambiò Nuovo è oggi frazione di Gambarana) si conservò fino al 1769. I rami dei Conti di Nicorvo e dei Conti di Santamaria erano ancora fiorenti alla fine del medioevo.
Altri casati che presero nome da castelli della Lomellina, come gli Albonese, i Sannazzaro, e gli Olevano, non sembrano invece avere relazione con i conti palatini.